# Horky (Boêmia Central)
Horky é uma comuna checa localizada na região da Boêmia Central, distrito de Kutná Hora.